# IC 1103
IC 1103 — галактика типу E (еліптична галактика) у сузір'ї Змія.
Цей об'єкт міститься в оригінальній редакції індексного каталогу.